# Hokej Šumperk 2003
Hokej Šumperk 2003 – czeski klub hokeja na lodzie z siedzibą w Šumperku.

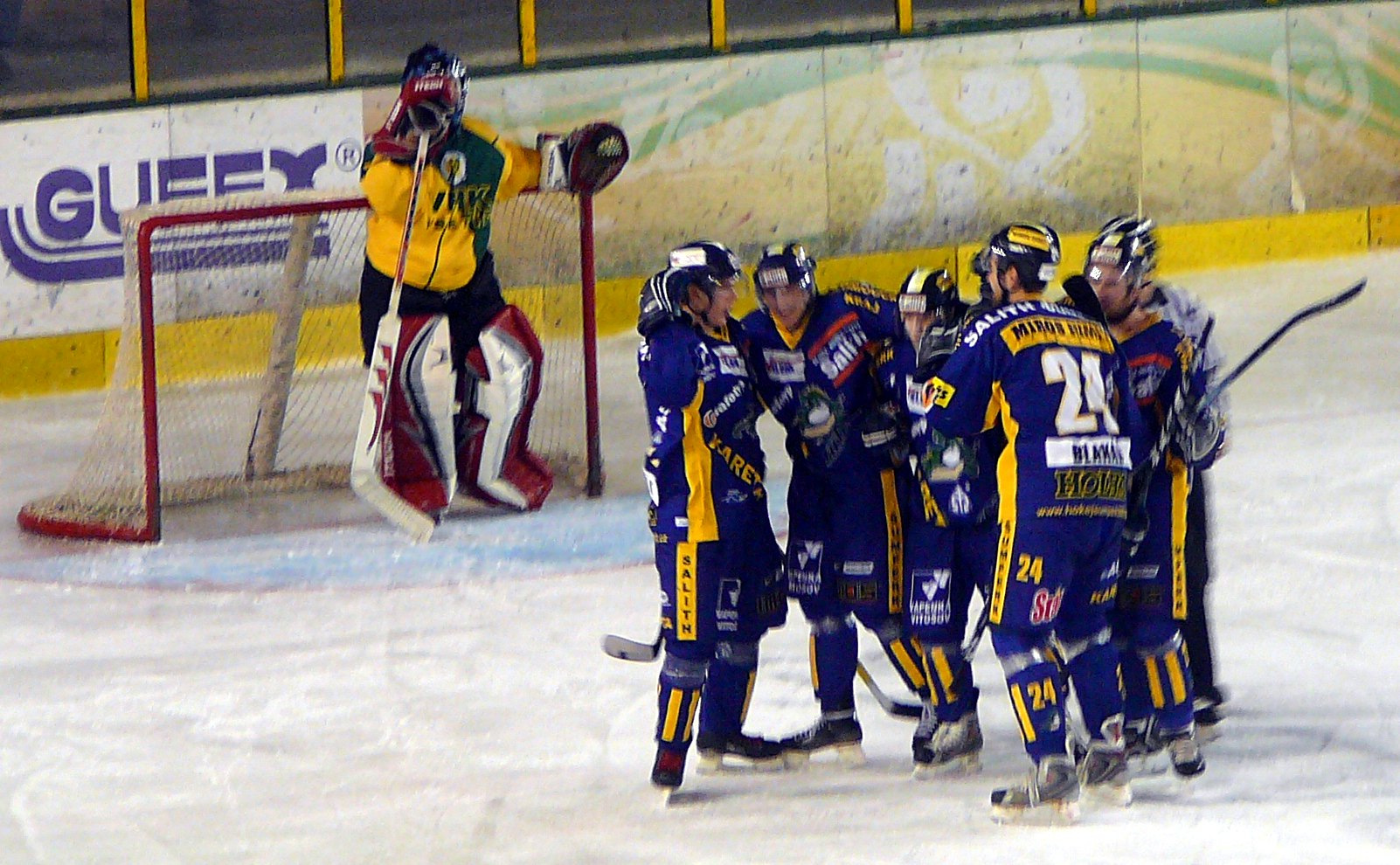
Zawodnicy Salith Šumperk (2008)

## Historia
Chronologia nazw
- 1945 – TJ Železničář Šumperk (Tělovýchovná jednota Železničář Šumperk)
- 1953 – podział na TJ Baník Šumperk (Tělovýchovná jednota Baník Šumperk) i TJ Lokomotiva Šumperk (Tělovýchovná jednota Lokomotiva Šumperk)
- 1995 – HC Šumperk (Hockey Club Šumperk)
  - 1996 – HC Papíroví Draci Šumperk (Hockey Club Papíroví Draci Šumperk)
- 2003 – Hokej Šumperk 2003
- 2009 – Salith Šumperk
- 2016 – Draci Šumperk
  - 2019 – Draci Pars Šumperk